# Судинні рослини флори України, занесені до Європейського Червоного списку
Перелік видів судинних рослин флори України, занесені до Європейського Червоного списку тварин і рослин, що знаходяться під загрозою зникнення у світовому масштабі (1991)

## Статистика
Перелік містить 182 види. З них
- 10 зникаючих (E) — види, що знаходяться під загрозою зникнення, існування яких малоймовірне, якщо продовжиться згубна дія факторів, що впливають на їхній стан;
- 25 вразливих (V) — види, які можуть у найближчому майбутньому бути віднесеш до категорії «зникаючих», якщо продовжиться дія факторів, що впливають на їхній стан;
- 95 рідкісних (R) — види, світові популяції яких невеликі і які зараз не належать до категорії «зникаючих» чи «вразливих», але їм також загрожує небезпека зникнення;
- 52 невизначених (I) — види, про які відомо, що вони належать до «зникаючих», «вразливих» або «рідкісних», але відсутня достовірна інформація, яка давала б змогу визначити, до якої із зазначених категорій вони належать.

## Перелік
| № п/п | Українська назва виду                        | Біноміальна назва                                                      | Категорія охорони |
| ----- | -------------------------------------------- | ---------------------------------------------------------------------- | ----------------- |
| 1     | Аденофора кримська                           | Adenophora taurica Juz.                                                | Рідкісні          |
| 2     | Армерія покутська                            | Armeria pocutica PawL.                                                 | Зникаючі          |
| 3     | Астрагал Геннінга                            | Astragalus henningii (Stev.) Boriss.                                   | Рідкісні          |
| 4     | Астрагал дніпровський                        | Astragalus borysthenicus Klok                                          | Рідкісні          |
| 5     | Астрагал донський                            | Astragalus tanaiticus C. Koch                                          | Невизначені       |
| 6     | Астрагал зверхуволосистий                    | Astragalus suprapilosus Gontsch.                                       | Невизначені       |
| 7     | Астрагал зігнутий                            | Astragalus reduncus Pallas                                             | Невизначені       |
| 8     | Астрагал Крайни                              | Astragalus krajinae Domin                                              | Невизначені       |
| 9     | Астрагал подібний                            | Astragalus similis Boriss.                                             | Рідкісні          |
| 10    | Астрагал Цінгера                             | Astragalus zingeri Korsh.                                              | Невизначені       |
| 11    | Астрагал шерстистоквітковий                  | Astragalus dasyanthus Pallas                                           | Невизначені       |
| 12    | Астрагал щетинистий                          | Astragalus setosulus Gontsch.                                          | Рідкісні          |
| 13    | Белевалія Липського                          | Bellevalia lipskyi (Miscz.) Wul                                        | Зникаючі          |
| 14    | Борщівник карпатський                        | Heracleum carpaticum Porcius                                           | Вразливі          |
| 15    | Борщівник лігустиколистий                    | Heracleum ligusticifolium M. Bieb.                                     | Рідкісні          |
| 16    | Борщівник пухнастий                          | Heracleum pubescens (Hoffman) M. Bieb.                                 | Невизначені       |
| 17    | Бурачок савранський                          | Alyssum savranicum Andrz.                                              | Невизначені       |
| 18    | Бурачок чашечкоплодий                        | Alyssum calycocarpum Rupr.                                             | Рідкісні          |
| 19    | Вайда прибережна                             | Isatis littoralis Steven ex DC.                                        | Невизначені       |
| 20    | Верблюдка лиса                               | Corispermum calvum Klok.                                               | Рідкісні          |
| 21    | Верблюдка острівна                           | Corispermum insulare Klok.                                             | Рідкісні          |
| 22    | Відкасник осотовидний                        | Carlina cirsioides Klok.                                               | Зникаючі          |
| 23    | Вовчі ягоди кримські                         | Daphne taurica Kotov                                                   | Зникаючі          |
| 24    | Вовчі ягоди Софії                            | Daphne sophia Kalen.                                                   | Рідкісні          |
| 25    | Волошка білоперлинна                         | Centaurea margaritalba Klok.                                           | Рідкісні          |
| 26    | Волошка великопридаткова                     | Centaurea appendicata Klok.                                            | Рідкісні          |
| 27    | Волошка донецька                             | Centaurea donetzica Klok.                                              | Рідкісні          |
| 28    | Волошка Конки                                | Centaurea konke Klok.                                                  | Рідкісні          |
| 29    | Волошка наслідувальна                        | Centaurea aemularis Klok.                                              | Рідкісні          |
| 30    | Волошка Пачоського                           | Centaurea paczoskii Kotov et Klok.                                     | Рідкісні          |
| 31    | Волошка перлиста                             | Centaurea margaritacea Ten.                                            | Вразливі          |
| 32    | Гвоздика бессарабська                        | Dianthus bessarabicus Klok.                                            | Рідкісні          |
| 33    | Гвоздика білоквіткова                        | Dianthus pallidiflorus Ser.                                            | Невизначені       |
| 34    | Гвоздика бузька                              | Dianthus hypanicus Andrz.                                              | Невизначені       |
| 35    | Гвоздика граціанополітанська                 | Dianthus gratianopolitanus Vill.                                       | Невизначені       |
| 36    | Гвоздика ланцетна                            | Dianthus lanceolatus Stev. ex Reichenb.                                | Невизначені       |
| 37    | Геліотроп середній                           | Heliotropium intermedium Andrz.                                        | Невизначені       |
| 38    | Гісоп крейдяний                              | Hyssopus cretaceus Dubjan                                              | Невизначені       |
| 39    | Глід карадазький                             | Crataegus karadaghensis Pojark.                                        | Рідкісні          |
| 40    | Глід клинолистий                             | Crataegus sphaenophylla Pojark.                                        | Рідкісні          |
| 41    | Глід кримський                               | Crataegus taurica Pojark.                                              | Рідкісні          |
| 42    | Глід Пояркової                               | Crataegus pojarkoviae Kossysch.                                        | Рідкісні          |
| 43    | Глід український                             | Crataegus ucrainica Pojark.                                            | Рідкісні          |
| 44    | Глуха кропива гола                           | Lamium glaberrimum Taliev                                              | Рідкісні          |
| 45    | Головачка Дмитра                             | Cephalaria demetrii Bobrov                                             | Рідкісні          |
| 46    | Головачка Литвинова                          | Cephalaria litvinovii Bobrov                                           | Зникаючі          |
| 47    | Гоніолімон злаколистий                       | Goniolimon graminifolium (Aiton) Boiss.                                | Вразливі          |
| 48    | Горобина несправжньошироколиста              | Sorbus pseudolatifolia K. Pop                                          | Невизначені       |
| 49    | Грабельки Бекетова                           | Erodium beketowii Schmalh.                                             | Невизначені       |
| 50    | Громовик багатолистий                        | Onosma polyphylla Ledeb.                                               | Рідкісні          |
| 51    | Громовик гранітний                           | Onosma graniticola Klok.                                               | Рідкісні          |
| 52    | Деревій голий                                | Achillea glaberrima Klok.                                              | Вразливі          |
| 53    | Дзвінець крейдяний                           | Rhinanthus cretaceus Vass.                                             | Рідкісні          |
| 54    | Дзвоники Харкевича                           | Campanula charkeviczii An. Fed.                                        | Зникаючі          |
| 55    | Дифазіаструм Ісслера                         | Diphasiastrum issleri (Rouy) Holub                                     | Вразливі          |
| 56    | Дрік донський                                | Genista tanaitica P. Smirn.                                            | Вразливі          |
| 57    | Дрік чотиригранний                           | Genista tetragona Bess.                                                | Невизначені       |
| 58    | Елізанта Завадського                         | Elisanthe zawadzkii (Herbich) Klok.                                    | Рідкісні          |
| 59    | Еремур кримський                             | Eremurus tauricus Stev.                                                | Рідкісні          |
| 60    | Еремур сірчаноквіткрвий                      | Eremurus thiodanthus Juz.                                              | Рідкісні          |
| 61    | Еремур Юнге                                  | Eremurus jungei Juz.                                                   | Рідкісні          |
| 62    | Жабриця Лемана                               | Seseli lehmannii Degen                                                 | Рідкісні          |
| 63    | Жовтець кримський                            | Ranunculus crimaeus Juz.                                               | Рідкісні          |
| 64    | Жовтець Малиновського                        | Ranunculus malinovskii R. Jelen. et Derv.- Sok.                        | Рідкісні          |
| 65    | Жовтозілля Бессера                           | Senecio besserianus Minder.                                            | Рідкісні          |
| 66    | Жовтозілля дніпровське                       | Senecio borysthenicus (DC.) Andrz.                                     | Рідкісні          |
| 67    | Жовтушник крейдяний                          | Erysimum cretaceum (Rupr.) Schmalh.                                    | Невизначені       |
| 68    | Жовтушник кринкський                         | Erysimum krynkense Lavr.                                               | Рідкісні          |
| 69    | Залізняк гібридний                           | Phlomis hybrida Zelen.                                                 | Невизначені       |
| 70    | Залізняк скіфський                           | Phlomis scythica Klok. et Shost                                        | Рідкісні          |
| 71    | Звіробій прямий                              | Hypericum strictum Maleev                                              | Рідкісні          |
| 72    | Зіновать Блоцького                           | Chamaecytisus blockianus (Pawl.) Klaskova                              | Рідкісні          |
| 73    | Зіновать Вульфа                              | Chamaecytisus wulfii (V. Krecz.) Klaskova                              | Невизначені       |
| 74    | Зіновать гранітна (Зіновать Скробічевського) | Chamaecytisus graniticus (Rehm.) Rothm                                 | Рідкісні          |
| 75    | Зіновать Кречетовича                         | Chamaecytisus kreczetoviczii (Wissjul.) Holub (Ch. ruthenica Klaskova) | Рідкісні          |
| 76    | Зіновать Литвинова                           | Chamaecytisus litwinowii (V. Krecz.) Klaskova                          | Рідкісні          |
| 77    | Зіновать подільська                          | Chamaecytisus podolicus (Blocki) Klaskova                              | Рідкісні          |
| 78    | Зірочки борові                               | Gagea pineticola Klok.                                                 | Рідкісні          |
| 79    | Зірочки Кальє                                | Gagea callieri Pascher                                                 | Невизначені       |
| 80    | Зірочки пишні                                | Gagea praeciosa Klok.                                                  | Невизначені       |
| 81    | Калофака волзька                             | Calophaca wolgarica (L. f.) DC.                                        | Вразливі          |
| 82    | Капуста кримська                             | Brassica taurica (Tzvelev) Tzvelev                                     | Рідкісні          |
| 83    | Карагана скіфська                            | Caragana scythica (Kom.) Pojark.                                       | Рідкісні          |
| 84    | Катран Буша                                  | Crambe aspera Bieb. (C. buschii) (О. E. Schulz.) Stank.                | Рідкісні          |
| 85    | Катран мітридатський                         | Crambe mitridatis Juz.                                                 | Рідкісні          |
| 86    | Келерія Біберштейна                          | Koeleria biebersteinii M. Kaleniczenko                                 | Невизначені       |
| 87    | Келерія молдавська                           | Koeleria moldavica M. Alexeenko                                        | Невизначені       |
| 88    | Кендир кримський                             | Trachomitum tauricum (Pobed.) Pobed.                                   | Рідкісні          |
| 89    | Кизильник кримський                          | Cotoneaster tauricus Pojark.                                           | Рідкісні          |
| 90    | Клен Стевена                                 | Acer stevenii Pojark.                                                  | Невизначені       |
| 91    | Ковила відмінна                              | Stipa anomala Smim.                                                    | Вразливі          |
| 92    | Ковила Залеського                            | Stipa zalesskii Wilensky                                               | Невизначені       |
| 93    | Ковила каменелюбна                           | Stipa lithophila P. Smim.                                              | Рідкісні          |
| 94    | Козельці високі                              | Tragopogon elatior Stev.                                               | Рідкісні          |
| 95    | Козельці дніпровські                         | Tragopogon borysthenicus Artemcz.                                      | Невизначені       |
| 96    | Козельці донські                             | Tragopogon tanaiticus Artemcz.                                         | Невизначені       |
| 97    | Козельці українські                          | Tragopogon ucrainicus Artemcz.                                         | Рідкісні          |
| 98    | Кушир донський                               | Ceratophyllum tanaiticum Sapjeg.                                       | Рідкісні          |
| 99    | Лагозерис пурпуровий                         | Lagoseris purpurea (Willd.) Boiss.                                     | Рідкісні          |
| 100   | Лагозерис червоноголовий                     | Lagoseris callicephala Juz.                                            | Рідкісні          |
| 101   | Ластовень азовський                          | Vincetoxicum maeoticum (Kleop.) Barbar.                                | Рідкісні          |
| 102   | Ластовень кримський                          | Vincetoxicum tauricum Pobed.                                           | Невизначені       |
| 103   | Ластовень прияйлинський                      | Vincetoxicum jailicola Juz.                                            | Невизначені       |
| 104   | Ластовень проміжний                          | Vincetoxicum intermedium Taliev                                        | Невизначені       |
| 105   | Липа пухнастостовпчикова                     | Tilia dasystyla Stev.                                                  | Вразливі          |
| 106   | Ложечниця польська                           | Cochlearia polonica Proehl.                                            | Зникаючі          |
| 107   | Льонок бессарабський                         | Linaria bessarabica Kotov                                              | Вразливі          |
| 108   | Льонок піщаний                               | Linaria sabulosa Czern. ех Klok.                                       | Рідкісні          |
| 109   | Маренка близька                              | Asperuia propinqua Pobed.                                              | Рідкісні          |
| 110   | Медунка Філярського                          | Pulmonaria filarszkyana Javorka                                        | Вразливі          |
| 111   | Мікромерія чебрецелиста                      | Micromeria serpyllifolia (M. Bieb.) Boiss.                             | Рідкісні          |
| 112   | Мінуарція Білика                             | Minuartia bilykiana Klok.                                              | Вразливі          |
| 113   | Нектароскордій медолюбний                    | Nectaroscordum meliophilum Juz.                                        | Невизначені       |
| 114   | Очиток застарілий                            | Sedum anthiquum Omelcz. et Zaverucha                                   | Рідкісні          |
| 115   | Паслін Зеленецького                          | Solanum zelenetzkii Pojark.                                            | Невизначені       |
| 116   | Первоцвіт Комарова                           | Primula komarovie Losinsk.                                             | Рідкісні          |
| 117   | Первоцвіт полонинський                       | Primula poloninensis (Domin) An Fed                                    | Рідкісні          |
| 118   | Перлівка золотолускова                       | Melica chrysolepis Klok.                                               | Невизначені       |
| 119   | Переломник Козо-Полянського                  | Androsace koso-poljanskii Ovcz                                         | Рідкісні          |
| 120   | Пижмо Пачоського                             | Tanacetum paczoskii (Zefir. Tzvel.)                                    | Рідкісні          |
| 121   | Пирій ковилолистий                           | Elytrigia stipifolia (Czern. et Nevski) Nevski                         | Вразливі          |
| 122   | Підмаренник волинський                       | Galium volhynicum Pobed.                                               | Рідкісні          |
| 123   | Підмаренник ксерофітний                      | Galium xeroticum (Klok.) Soo                                           | Рідкісні          |
| 124   | Підсніжник складчастий                       | Galanthus plicatus M. Bieb.                                            | Вразливі          |
| 125   | Пізньоцвіт Фоміна                            | Colchicun fominii Bordz.                                               | Вразливі          |
| 126   | Пілюльниця куленосна                         | Pilularia globulifera L.                                               | Вразливі          |
| 127   | Піщанка Зоза                                 | Arenaria zozii Kleopov                                                 | Рідкісні          |
| 128   | Подорожник Шварценберга                      | Plantago schwarzenbergiana Schur                                       | Невизначені       |
| 129   | Покісниця сиваська                           | Puccinella syvaschica Bilyk                                            | Рідкісні          |
| 130   | Полин суцільнобілий                          | Artemisia hololeuca M. Bieb ex Besser                                  | Вразливі          |
| 131   | Прангос трироздільний                        | Prangos trifida (Mill.) Her nst et Heyn                                | Рідкісні          |
| 132   | Ранник донецький                             | Scrophularia donetzica Kotov                                           | Рідкісні          |
| 133   | Ранник крейдяний                             | Scrophularia cretacea Fischer ex Sprengel                              | Невизначені       |
| 134   | Ремнепелюсник козячий                        | Himantoglossum caprinum (Bieb.) C. Koch                                | Рідкісні          |
| 135   | Роговик Біберштейна                          | Cerastium biebersteinii DC.                                            | Невизначені       |
| 136   | Роговик товстуватий                          | Cerastium crassiusculum Klok.                                          | Рідкісні          |
| 137   | Роговик Шмальгаузена                         | Cerastium schmalhausenii Pacz.                                         | Вразливі          |
| 138   | Роман стерильний                             | Anthemis sterilis Steven                                               | Невизначені       |
| 139   | Роман Траншеля                               | Anthemis transcheliana An. Fed                                         | Рідкісні          |
| 140   | Роман яйлинський                             | Anthemis jajlensis Zefirov                                             | Рідкісні          |
| 141   | Румія критмолиста                            | Rumia critmifolia (Willd.) K.- Pol.                                    | Рідкісні          |
| 142   | Рястка двозначна                             | Omithogalum amphibolum Zahar.                                          | Невизначені       |
| 143   | Рястка меланхолійна                          | Omithogalum melancholicum Klok. ex Krasnova                            | Рідкісні          |
| 144   | Сиренія Талієва                              | Syrenia talijevii Klok.                                                | Рідкісні          |
| 145   | Ситник Фоміна                                | Juncus fominii Zoz                                                     | Невизначені       |
| 146   | Скабіоза передгірна                          | Scabiosa praemontana Privalova                                         | Рідкісні          |
| 147   | Смілка бузька                                | Silene hypanica Klok.                                                  | Рідкісні          |
| 148   | Смілка крейдяна                              | Silene cretacea Fischer ex Sprengel                                    | Вразливі          |
| 149   | Смілка литовська                             | Silene lithuanica Zapal.                                               | Невизначені       |
| 150   | Смілка сумнівна                              | Silene dubia Herbich                                                   | Невизначені       |
| 151   | Смілка яйлинська                             | Silene jailensis Rubtz.                                                | Вразливі          |
| 152   | Соболевскія сибірська                        | Sobolewskia sibirica (Willd.) R. W. Ball                               | Вразливі          |
| 153   | Содник ягодоносний                           | Suaeda baccifera Pallas                                                | Рідкісні          |
| 154   | Солодушка крейдяна                           | Hedysarum cretaceum Fischer ex DC.                                     | Вразливі          |
| 155   | Солодушка українська                         | Hedysarum ucrainicum Kaschm.                                           | Вразливі          |
| 156   | Сон-трава кримська                           | Pulsatilla taurica Juz.                                                | Невизначені       |
| 157   | Соссюрея Порца                               | Saussurea porcii Deger                                                 | Зникаючі          |
| 158   | Тонконіг Ремана                              | Poa rehmannii (Aschers. Et Graebh.) Woloszcz.                          | Невизначені       |
| 159   | Тринія Біберштейна                           | Trinia biebersteinii Fedoronchuk                                       | Рідкісні          |
| 160   | Ушанка довгоплода                            | Otites dolichocarpa Klok.                                              | Рідкісні          |
| 161   | Ушанка Гельмана                              | Otites helmannii (Claus) Kulcz.                                        | Вразливі          |
| 162   | Ушанка полинова                              | Otites artemisetorum Klok.                                             | Рідкісні          |
| 163   | Фіалка Джоя                                  | Viola jooi Janka                                                       | Рідкісні          |
| 164   | Фіалка кримська                              | Viola oreades M. Bieb.                                                 | Рідкісні          |
| 165   | Фіалка Лавренка                              | Viola lavrenkoana Klok.                                                | Невизначені       |
| 166   | Холодок прибережний                          | Asparagus litoralis Stev.                                              | Невизначені       |
| 167   | Хрінниця сиваська                            | Lepidium sivaschicum Kleopov                                           | Рідкісні          |
| 168   | Хрінниця Турчанінова                         | Lepidium turczaninowii Lipsky                                          | Зникаючі          |
| 169   | Цибуля Регеля                                | Allium regellianum A. Beck.                                            | Рідкісні          |
| 170   | Цибуля скіфська                              | Allium scythicum Zoz                                                   | Рідкісні          |
| 171   | Цикламен Кузнецова                           | Cyclamen kuznetzovii Kotov et Czernova                                 | Рідкісні          |
| 172   | Цимбохазма дніпровська                       | Cymbochasma borysthenica (Pall. ex Schkcht.) Klok. et Zoz              | Зникаючі          |
| 173   | Чебрець Дзевановського                       | Thymus dzevanovskyi Klok. Et Shost.                                    | Невизначені       |
| 174   | Чебрець дніпровський                         | Thymus borysthenicus Klok. Et Shost.                                   | Рідкісні          |
| 175   | Чебрець Талієва                              | Thymus talievii Klok. et Shost                                         | Вразливі          |
| 176   | Шавлія кременецька                           | Salvia cremenecensis Besser                                            | Рідкісні          |
| 177   | Шавлія скабіозолиста                         | Salvia scabiosifolia Lam.                                              | Невизначені       |
| 178   | Шиверекія подільська                         | Schivereckia podolica (Besser) Andrz.                                  | Невизначені       |
| 179   | Шипшина донецька                             | Rosa donetzica Dubovik                                                 | Рідкісні          |
| 180   | Шолудивник високий                           | Pedicularis exaltata Besser                                            | Невизначені       |
| 181   | Щавель український                           | Rumex ucranicus Fisch. Ex Spreng.                                      | Рідкісні          |
| 182   | Юринея донська                               | Jurinea tanaitica Klok.                                                | Невизначені       |